# X Hydrae
X Hydrae är en pulserande variabel av Mira Ceti-typ (M) i stjärnbilden Vattenormen.
Stjärnan varierar mellan visuell magnitud +7,5 och 13,0 med en period av 299,5 dygn.